# 中村由利
中村由利（1977年7月4日—）是日本歌手及作曲家、亦是日本樂團GARNET CROW的主唱。暱稱是「ゆりっぺ」（Yurippe，由GARNET CROW成員AZUKI七起名）。直至2007年，中村由利一直都擔當GARNET CROW的主唱及作曲。她也為其他歌手作曲。

## 個人情報
在為GARNET CROW作曲的同時，也擔任主唱及合音。同時期活耀的女性歌手，多半以高音為主，而中村作為歌手的特徵，在於聲線較一般的女性主音來說更為低沈，有著寬廣的音域和充滿爆發力的歌唱能量，以中低音域作為旋律的中心，配合多種技巧糅合出的是獨特的演唱風格和聲線，特別是與眾多同時期活躍的、擅長高音的女性主唱相比，這種獨特之處就更為顯著了。對於作品曲風上，有點受到古典音樂和小紅莓樂隊等等北歐系西洋音樂的影響。中村自己有說道，由於從小親近浪漫主義音樂，蕭邦、柴可夫斯基等等是她所愛好的作曲家，可說是受到影響吧。她又提到自己最喜愛的樂隊是澁谷系的フリッパーズ・ギター，最憧憬的藝人是中島美雪。1999年作為GARNET CROW的作曲和主唱出道，以新人的身分進行正式的作曲和演唱。在那之後，她作為樂隊的代表人物全程參與了音樂電視、訪談、演唱會等活動。自2001年以來，不僅僅作為GARNET CROW成員而活躍著，同時也為三枝夕夏、ZARD以及GIZA studio出品的合唱專輯和混音專輯提供音樂。在綜合性的LIVE中以中村由利個人的名義參與演出，在2003年的麵包工房舉辦的生澤佑一演唱會中作為嘉賓登場。她十分注重自己的健康，在歌聲上的保養方面意識很強，AZUKI七說道，中村在歌唱前決不會吃咖哩、酒精等刺激性的東西，也會親自自備開水帶來現場節目潤喉。
另外，由利還是個美食家，曾經廣泛地評價過納豆、抹茶、東京站的極附便當、Caramel Macchiato等各式各樣的食品。喜歡吃鍋燒烏冬和泡菜，討厭鰻魚和青椒。作為主唱由利本人非常敬業，曾經在製作Last Love Song期間因為練體操而折斷了肋骨，但即使是這樣也堅持進行了演唱和錄製。在自己作的曲子中最喜歡的是“未完成的音色”（收錄在第三張單曲）。第十張單曲“夢醒之後”因為是學生時代的處女作，所以凝聚了最多的想法。由利拍攝CD封面時不常表現出喜怒哀樂，然而當在LIVE曲調輕快等等時，才會破例露出難得一見的微笑。在演唱會上的自稱是“歌姬”，台風很安靜，極少亂蹦亂跳。不過聲音相當震撼，花裡胡哨的手勢也是看點之一。她的習慣動作是唱完一首曲子後微微點下頭。